# Sunny (cão)
Sunny (Lansing, 11 de junho de 2012) é um cão de estimação da família Obama, a família presidencial dos Estados Unidos. Sunny é uma fêmea da raça cão de água português, que tem sido chamado de a irmã mais nova de Bo, que detém o título de primeiro cão dos Estados Unidos. Sunny foi introduzida através da conta no Twitter da primeira-dama Michelle Obama em 19 de agosto de 2013.

## Raça
O cão de água português é originalmente de Algarve, Portugal. Apenas 48 cães de água portugueses participaram da competição britânica Crufts em 2009 e a autora de The New Complete Portuguese Water Dog, Kitty Braund, acredita que existem cerca de 50.000 na América do Norte. Devido ao seu revestimento felpudo de cabelo (em vez de pêlo), o cão de água português é considerado uma raça de cão hipoalergênico.

## Reprodução e proprietários originais
Sunny é um cão de água português puro, e foi selecionada a partir de um criador na área do Great Lakes.

## Resposta da mídia
Embora Sunnyo foi comprado de um criador, o presidente da The Humane Society dos Estados Unidos, Wayne Pacelle, escreveu em um post de blog, "Como sempre dizemos, em tais circunstâncias, esperamos que o Obamas considerem adoção ou salvamente como a primeira escolha na obtenção de um animal de estimação." Ele chegou ao ponto de agradecer à família Obama para fazer uma contribuição para a sociedade humana em nome de Sunny, e ajudando a reduzir o sofrimento dos cães, embora ele gostaria que as políticas para finalmente se tornar lei.